# Borgo San Lorenzo
Borgo San Lorenzo – miejscowość i gmina we Włoszech, w regionie Toskania, w prowincji Florencja.
Według danych na rok 2004 gminę zamieszkiwało 15 779 osób, 108,1 os./km².

## Bibliografia

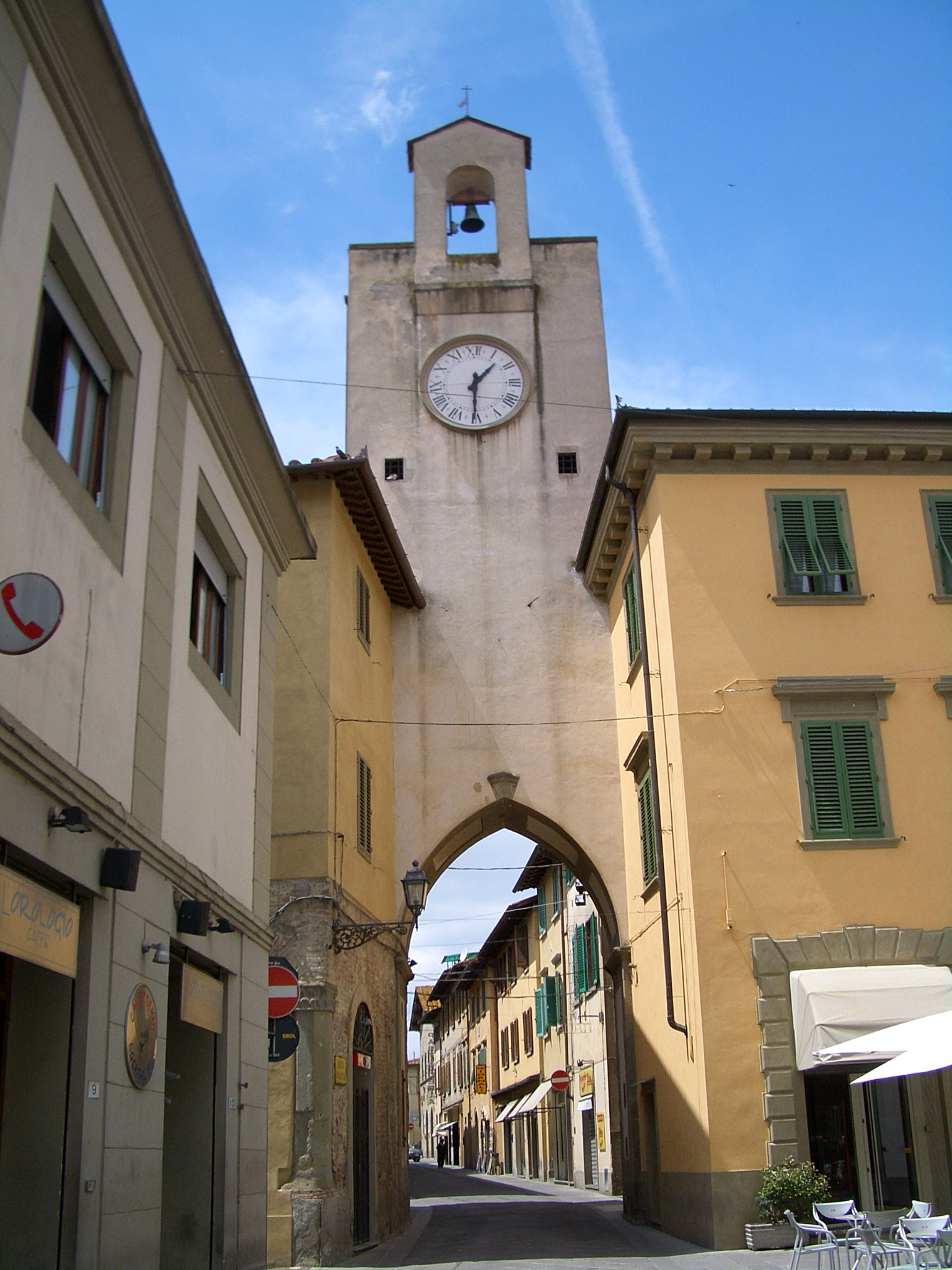
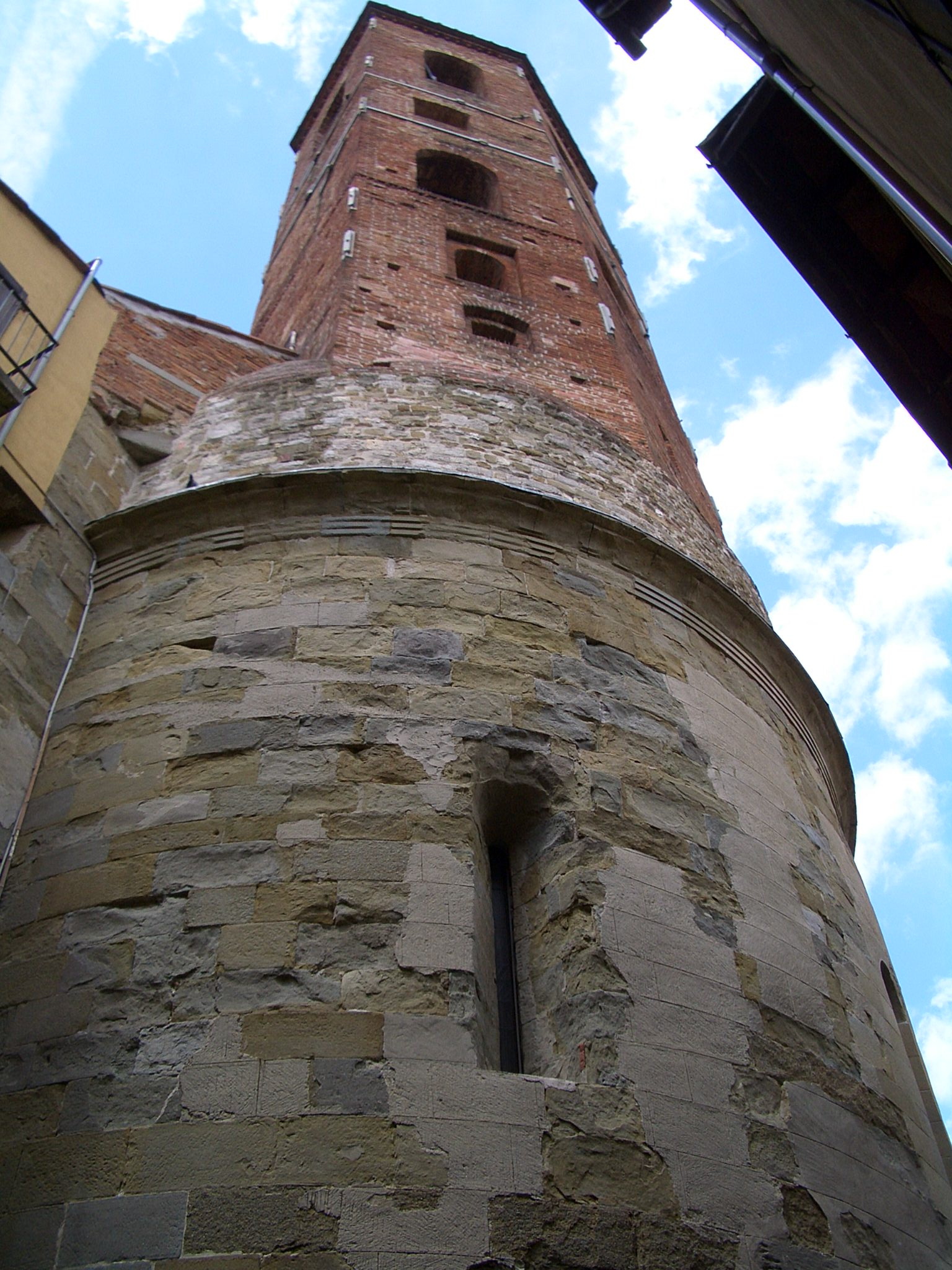
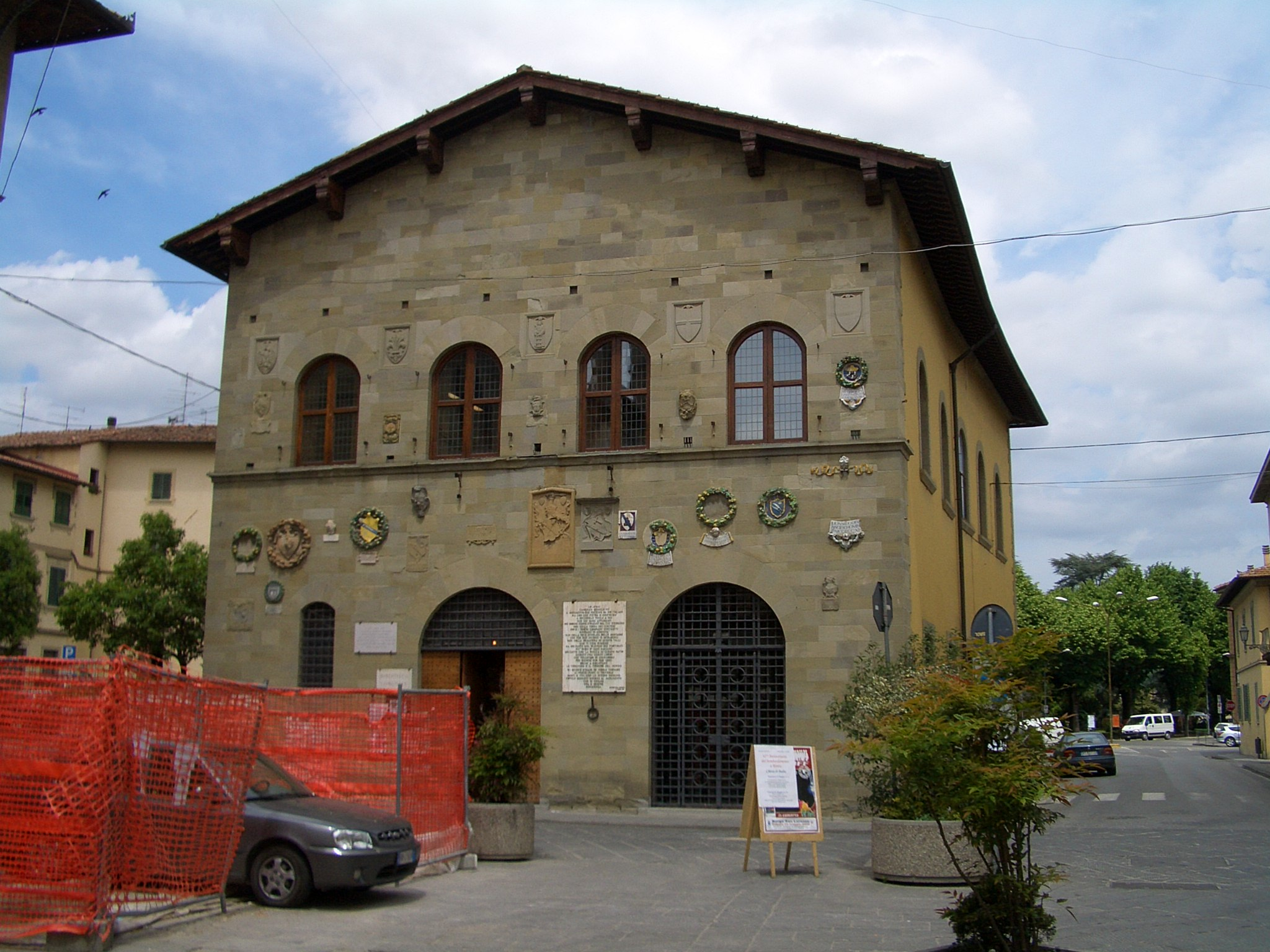